# The Whispers (zespół)
The Whispers – amerykański zespół z Los Angeles, w stanie Kalifornia. The Whispers oficjalnie stali się członkami Vocal Group Hall of Fame w 2003 roku. Tworzy muzykę z gatunków: funk, soul, disco, R&B oraz gospel. Ciekawym jest to, że grupa gra regularnie od 1964 roku.

## Kariera
Zespół powstał w 1964 roku w Watts w Kalifornii. Początkowo w skład wchodzili bracia bliźniacy: Wallace "Scotty" i Walter Scott, a także zmarły w 2000 roku Marcus Hutson, Gordy Harmon oraz zmarły w 2016 roku Nicholas Caldwell. Po wypadku Harmona w 1973 jego miejsce zajął Leaveil Degree.
Zespół stworzył wiele hitów, które znajdowały się na listach Billboard Hot 100 i Hot R&B/Hip-Hop Songs w latach 70. i 80. Ich singiel And the Beat Goes On zaliczył pierwsze miejsce na liście Hot Dance Club Play w roku 1980. Dwa albumy uzyskały status platynowej płyty: The Whispers oraz Just Gets Better with Time – natomiast trzy inne uzyskały status złotej płyty.
W roku 1992 grupę opuścił Marcus Hutson ze względu na raka prostaty. Zmarł osiem lat później, w 2000.  W 2009 r. zespół wydał swój pierwszy album w gatunku gospel. 5 stycznia 2016, w wieku 71 lat, zmarł Nicholas Caldwell.

## Dyskografia
| - 1970 Planets of Life – Soul Clock - 1972 The Whisper’s Love Story – Janus Records - 1972 Life and Breath – Janus Records - 1973 Planets of Life (reissue) – Janus Records - 1974 Bingo – Janus Records - 1974 Whispers Gettin' Louder – Janus Records - 1976 One for the Money – Soul Train - 1977 Open up Your Love – Soul Train - 1978 Headlights – Solar Records - 1979 Happy Holidays to You – Solar - 1979 Whisper in Your Ear – Solar - 1979 The Whispers – Solar - 1980 Imagination – Solar | - 1981 This Kind Of Lovin' – Solar - 1982 Love Is Where You Find It – Solar - 1983 Love for Love – Solar - 1984 So Good – Solar - 1987 Just Gets Better with Time – Solar - 1989 Vintage Whispers – Solar - 1990 More of the Night – Capitol - 1990 In the Mood – Solar - 1991 Somebody Loves You – Quicksilver - 1993 Dr. Love – Quicksilver - 1994 Beat Goes On – Unidisc - 1994 Christmas Moments – Capitol - 1995 Toast to the Ladies – Capitol - 1996 The Whispers – Sequel - 1997 Songbook, Vol. 1: The Songs of Babyface – Interscope Records - 2006 For Your Ears Only – Satin Tie - 2007 The Whispers Live from Las Vegas - 2009 Thankful |